# 鹤见虹子

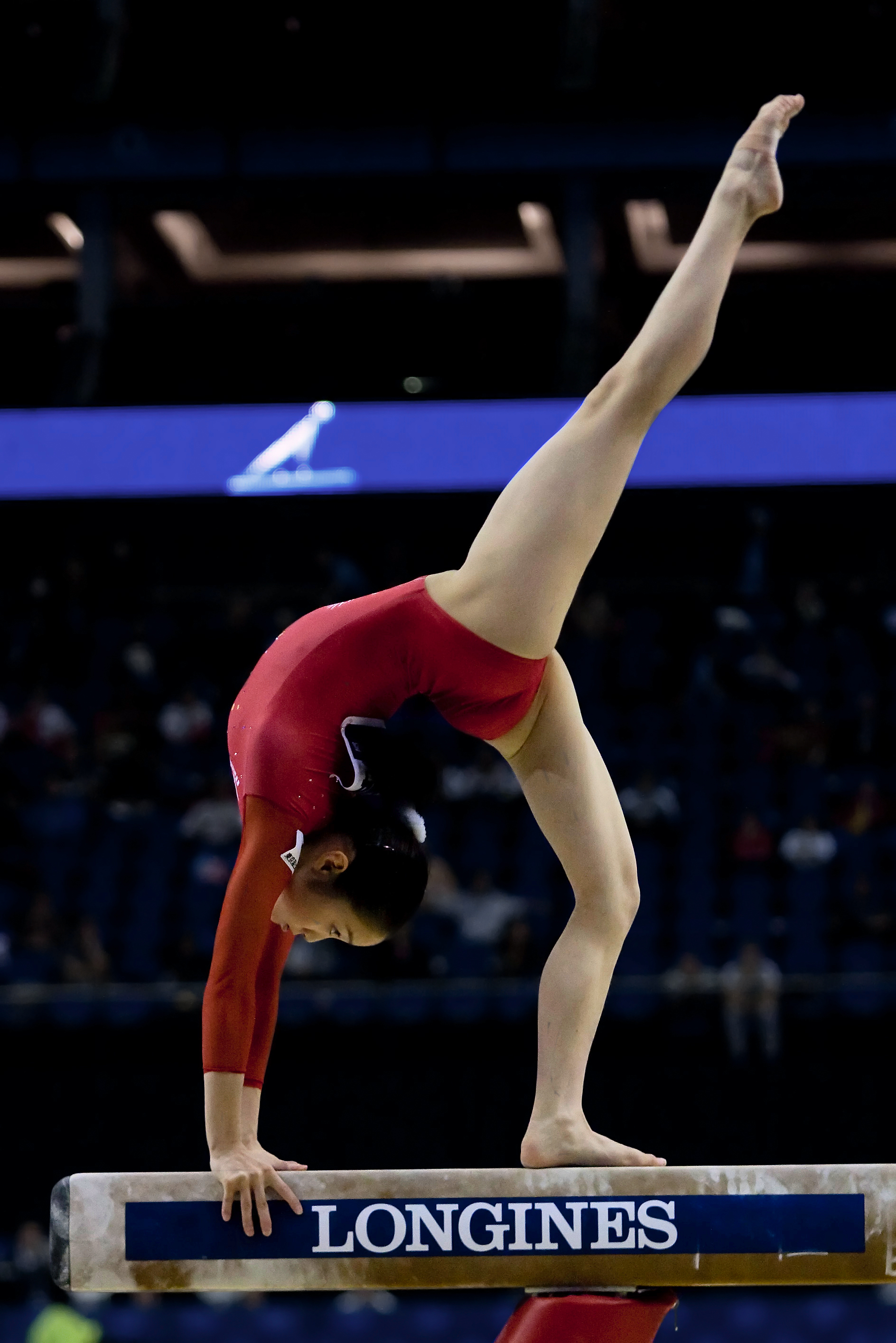

鹤见虹子（1992年9月28日—），日本女子体操运动员，她是北京奥运会日本代表团最年轻的运动员。
2008年，北京奧運會：團體決賽－第5名、平衡木決賽－第8名。
2012年，倫敦奧運會：團體決賽－第8名、高低槓決賽－第7名。